# 2-C-メチル-D-エリトリトール 2,4-シクロ二リン酸シンターゼ
2-C-メチル-D-エリトリトール 2,4-シクロ二リン酸シンターゼ (2-C-methyl-D-erythritol 2,4-cyclodiphosphate synthase、EC 4.6.1.12)は、以下の化学反応を触媒する酵素である。
2-ホスホ-4-(シチジン-5'-二リン酸)-2-C-メチル-D-エリトリトール {\displaystyle \rightleftharpoons } 2-C-メチル-D-エリトリトール-1,4-シクロ二リン酸 + CMP
従って、この酵素の基質は2-ホスホ-4-(シチジン-5'-二リン酸)-2-C-メチル-D-エリトリトールのみ、生成物は2-C-メチル-D-エリトリトール-1,4-シクロ二リン酸とシチジル酸の2つである。
この酵素はリアーゼ、特にリン-酸素リアーゼに分類される。系統名は、2-ホスホ-4-(シチジン-5'-二リン酸)-2-C-メチル-D-エリトリトール CMPリアーゼ (環化; 2-C-メチル-D-エリトリトール-1,4-シクロ二リン酸形成)(2-phospho-4-(cytidine 5'-diphospho)-2-C-methyl-D-erythritol CMP-lyase (cyclizing; 2-C-methyl-D-erythritol 2,4-cyclodiphosphate-forming))である。他に、MECDP-synthase、2-phospho-4-(cytidine 5'-diphospho)-2-C-methyl-D-erythritol、CMP-lyase (cyclizing)等とも呼ばれる。

## 構造
2007年末時点で、20個の構造が解明されている。蛋白質構造データバンクのコードは、1GX1、1H47、1H48、1IV1、1IV2、1IV3、1IV4、1T0A、1U3L、1U3P、1U40、1U43、1VH8、1VHA、1W55、1W57、1YQN、2AMT、2GZL及び2PMPである。